# La Casanueva
La Casanueva est un quartier au-delà du pont du Rio Aller à Moreda de Aller, dans les Asturies. Ce quartier fut le quartier natif de José Campo Castañon, un célèbre poète, écrivain et homme de lettres.